# Aneta Pochowska
Aneta Pochowska (ur. 2 września 1966) – polska strzelczyni, medalistka mistrzostw Europy.
Była zawodniczką Grunwaldu Poznań i wielokrotną mistrzynią, oraz rekordzistką Polski w karabinie standardowym i karabinie pneumatycznym. Była podopieczną trenera Piotra Wolnego.
Na mistrzostwach Europy w 1991 roku zdobyła srebrny medal w karabinie standardowym w trzech pozycjach z 50 metrów drużynowo. Jej wynik – 576 punktów, był taki sam, jak innych członkiń tamtego zespołu, który stanowiły jeszcze Małgorzata Książkiewicz i Renata Mauer. Był to jej jedyny medal wywalczony na mistrzostwach Europy. Pochowska jest dwukrotną brązową medalistką Światowych Wojskowych Igrzysk Sportowych 1995.
Indywidualnie jej najwyższe miejsce na mistrzostwach Europy to ósma pozycja w karabinie standardowym w trzech pozycjach z 50 metrów na zawodach w 1991 roku (na tych samych, w których zdobyła srebrny medal). Była też ósma w tej samej konkurencji w Pucharze Świata w 1989 roku w Suhl.